# Asphondylia nodula
Asphondylia nodula är en tvåvingeart som beskrevs av Gagne 1986. Asphondylia nodula ingår i släktet Asphondylia och familjen gallmyggor. Inga underarter finns listade i Catalogue of Life.